# 廣義牛頓流體
廣義牛頓流體（英語：generalized Newtonian fluid）是一種理想流體，其剪應力為特定時間點之剪切速率的函數，與變形過程無關。儘管此類型流體屬於非牛頓流體（即非線性流體），但其本構方程與牛頓流體一致。廣義牛頓流體滿足以下流變方程：
{\displaystyle \tau =\mu _{\operatorname {eff} }({\dot {\gamma }}){\dot {\gamma }}}
其中，{\displaystyle \tau }為剪應力，而{\displaystyle {\dot {\gamma }}}為剪切速率。{\displaystyle \mu _{\operatorname {eff} }}為表觀或有效黏度，為剪切速率的函數。
常用的廣義牛頓流體模型有：
- 冪律流體
- 克羅斯流體
- 卡羅流體
- 二階流體（英语：Second-order fluid）